# Pouvanaa Oopa
Pouvana'a a Oopa Tetuaapua, né le 10 mai 1895 à Huahine, îles Sous-le-Vent, décédé le 10 janvier 1977 à Papeete, est un homme politique de Polynésie française, chef de file du RDPT et figure emblématique du mouvement indépendantiste polynésien.
De son vivant, il est surnommé « te Metua », le père (de la nation). Peu après son décès, Oscar Temaru crée le Front de libération de la Polynésie, devenu Tavini Huiraatira, qui considère Pouvanaa Oopa comme le « père du nationalisme tahitien ».

## Biographie

### Enfance et formation
Pouvana'a a Oopa Tetuaapua quitte très tôt l'école (avant l'âge de dix ans). Il est formé par son père à la profession de charpentier. Éduqué dans la religion protestante, il vit dans un milieu où la pratique de la Bible est très poussée, ce qui influera par la suite sur ses qualités d'orateur.

### De la Première à la Seconde Guerre mondiale
En janvier 1918, il part comme volontaire (n'étant pas astreint, en tant qu'indigène, au service national) en France métropolitaine pour intégrer le bataillon mixte du Pacifique et participer à la Première Guerre mondiale sur le front de Champagne.
De retour en 1919, il quitte Huahine pour Tahiti où il reprend son travail de charpentier.
En 1940, Pouvanaa joue un rôle important dans le ralliement des Établissements Français d'Océanie à la France Libre. Mais, s'opposant à l'administration, il est assigné à résidence à Huahine.

### Le chef de file du mouvement autonomiste (1945-1958)
Après la Seconde Guerre mondiale, il fonde le « Comité Pouvanaa » qui réclame une profonde modification des rapports entre la France et ce territoire. En juillet 1947, ayant organisé sur le port de Papeete une manifestation contre la venue de trois fonctionnaires métropolitains (affaire dite de la Ville d'Amiens, le nom du navire concerné), il est arrêté et accusé de complot contre la sûreté de l'État et d'obstruction à la venue de fonctionnaires métropolitains, mais il est acquitté en novembre.
Élu député en août 1949 (après le décès de Georges Ahnne), il fonde en octobre le RDPT (Rassemblement démocratique des populations tahitiennes), parti qui va dominer la vie politique locale jusqu’en 1958. Il sera parfois présenté comme un parti communiste déguisé, alors même qu'à l'Assemblée nationale, Pouvanaa est inscrit dans le groupe des Indépendants et Paysans (Paul Antier). Sans prôner ouvertement l'indépendance, les objectifs du RDPT sont d'obtenir l'autonomie et de lutter contre les capitalistes. Il est notamment appuyé par les coopératives et les syndicats. Pouvanaa est réélu en 1951 avec 72 % des voix et de nouveau en 1956 avec 58 % des voix (contre Rudy Bambridge). En décembre 1957, Pouvana'a est élu vice-président du Conseil de gouvernement grâce au statut résultant de la loi-cadre Defferre.

### Le prisonnier politique (1958-1968)
Il fait campagne pour le « non » au référendum constitutionnel (Ve République et Communauté française) du 28 septembre 1958 (64 % de « oui » en Polynésie). Dans la nuit du 10 au 11 octobre 1958, deux incendies criminels à Papeete conduisent à la perquisition du domicile de Pouvanaa où se trouve une foule de ses partisans, et où sont saisis des fusils de chasse sous-marine, des machettes et des cocktails Molotov. Le 11 octobre 1958, plusieurs dirigeants du RDPT sont arrêtés sur ordre du gouverneur ; Pouvanaa est accusé d'avoir tenté, à l'aide de ses partisans, d'incendier Papeete. Le procès n'a lieu qu'en octobre 1959 : il est condamné à 8 ans de réclusion criminelle et à quinze ans d'interdiction de séjour en Polynésie pour « complicité de destruction d'édifices et détention d'armes et de munitions sans autorisation ». Il est déchu de son mandat de député le 12 février 1960 et transféré en France (à Marseille, puis à Fresnes, puis, de 1963 à 1966, dans un établissement para-médical à Pierrefonds, dans l'Oise. Il est gracié de la peine de prison au début de 1966, c'est-à-dire quelques mois seulement avant la fin de son incarcération, mais l'interdiction de séjour n'est pas levée. Il loge alors dans un immeuble à Vanves, dans un état de santé assez dégradé ; il subit une attaque au début de 1968, qui le laisse hémiplégique. Les demandes réitérées des élus autonomistes au cours de ces années n'aboutissent qu'après Mai-68. La dernière démarche est une lettre à la fois amicale et d'une exigence catégorique du député Francis Sanford à Jacques Foccart, le 5 novembre 1968. Le 9 novembre est annoncée la remise gracieuse de sa peine à l'occasion du 11 novembre. Il rentre à Tahiti le 30 novembre 1968. Son arrivée donne lieu à un important rassemblement de sympathisants à l'aéroport, puis à la mairie de Papeete.
Son arrestation avait deux objectifs, explique l'historien Jean-Marc Regnault : éteindre les velléités indépendantistes et prévenir les protestations antinucléaires au moment du transfert des essais du Sahara au Pacifique.

### Le sénateur de Polynésie française
Amnistié en 1971, il est élu sénateur le 26 septembre 1971 pour le Pupu Here ai'a, parti fondé par John Teariki pour remplacer le RDPT dissout en 1963. Il prend le siège qu'Alfred Poroi occupait depuis 1959 et le conserve jusqu'à sa mort. Au Sénat, il est inscrit au Groupe de l'Union Centriste des Démocrates de Progrès et membre de la commission des affaires culturelles.
Il meurt le 10 janvier 1977, au cours de la crise politique marquée par l'occupation des locaux de l'Assemblée territoriale, à laquelle il a participé, son dernier acte militant.

## Réhabilitation posthume de Pouvana'a a Oopa
Le jour même de son retour à Tahiti, Pouvanaa Oopa demandait sa réhabilitation (la révision du jugement de 1959). Mais il n'a pas pu l'obtenir de son vivant. Par la suite, une demande de révision par ses descendants, déposée en 1988, a été rejetée par la Cour de cassation en 1995, en l'absence de faits nouveaux significatifs. Actuellement, les descendants directs étant morts, la demande de révision ne peut émaner que du Ministre de la Justice. Le 7 juillet 2009, l'Assemblée territoriale a voté à l'unanimité une motion en faveur de la révision, compte tenu notamment des travaux de Jean-Marc Régnault. La commission de révision des condamnations pénales, saisie par la garde des Sceaux le 18 juin 2014 d’une requête en révision de cette condamnation, a annulé en octobre 2018, plus de quarante ans après sa mort, la condamnation à la prison et à l'exil de l'homme politique polynésien. Parmi les éléments nouveaux ayant permis cette décision historique, saluée par toute la classe politique et par la population polynésiennes, figuraient des témoignages de gendarmes ayant reconnu que l'accusation s'était fondée sur des témoignages fabriqués ou extorqués par la menace ou la violence.

### Hommages
En 1982, un buste commémoratif est installé en son honneur à Papeete, œuvre du sculpteur Georges Oudot .
À Papeete, le nom d'avenue Pouvanaa-Oopa a été donné à l'ancienne avenue Bruat.
En février 2012, pendant le FIFO (Festival International du Film documentaire Océanien) un documentaire « utile et nécessaire » réalisé par Marie-Hélène Villierme : Pouvanaa Te Metua - L'élu du peuple a été récompensé par le prix du public.